# Mimegralla magnifica
Mimegralla magnifica är en tvåvingeart som beskrevs av Willi Hennig 1935. Mimegralla magnifica ingår i släktet Mimegralla och familjen skridflugor. Inga underarter finns listade i Catalogue of Life.